# Sebring International Raceway
Sebring International Raceway – tor wyścigowy położony w Sebring na Florydzie. Sebring to jeden z najstarszych używanych do tej pory torów wyścigowych, jako że pierwszy wyścig odbył się tam w 1950 roku. Rozgrywany tutaj wyścig 12-godzinny jest uznawany za jeden z najważniejszych wyścigów długodystansowych na świecie obok 24-godzinnych klasyków w Le Mans i Daytonie.
Tor zajmuje część Sebring Regional Airport, lotniska czynnego do dzisiaj, które początkowo zostało zbudowane jako baza treningowa dla Sił Zbrojnych amerykańskiej armii i nazwano ją Hendricks Fields.

## Historia
W latach 1941–1946 Sebring służyło jako baza treningowa amerykańskiej armii, gdzie młodzi piloci uczyli się latać bombowcami Boeing B-17 Flying Fortress. Ten fakt został uwieczniony na specjalnym malowaniu Panoza zespołu Gunnar Racing podczas rundy ALMS w 2002 roku.
Po wojnie inżynier lotniczy Alec Ullmann szukał sposobu na przekształcenie terenów wojskowych do celów publicznych i zauważył potencjał w pasach startowych lotniska, że mogą one posłużyć do rozgrywania wyścigów długodystansowych, podobnych do 24 Godziny Le Mans. Pierwszy wyścig odbył się w Sylwestra roku 1950. 6-godzinny wyścig wygrali Frits Koster i Ralph Deshon w samochodzie Crosley Hot Shot. Do wyścigu zgłosiło się ponad 300 załóg z terenu całej Ameryki Północnej.
Pierwszy wyścig 12 Godzin Sebring został rozegrany 15 marca 1952 roku i do dziś jest jednym z najważniejszych wyścigów na świecie. W 1959 roku tor gościł Grand Prix Stanów Zjednoczonych Formuły 1, jednak z powodu małej ilości widzów i wysokich kosztów organizacji następne Grand Prix odbyło się na torze Riverside i nigdy nie powróciło już na Sebring.

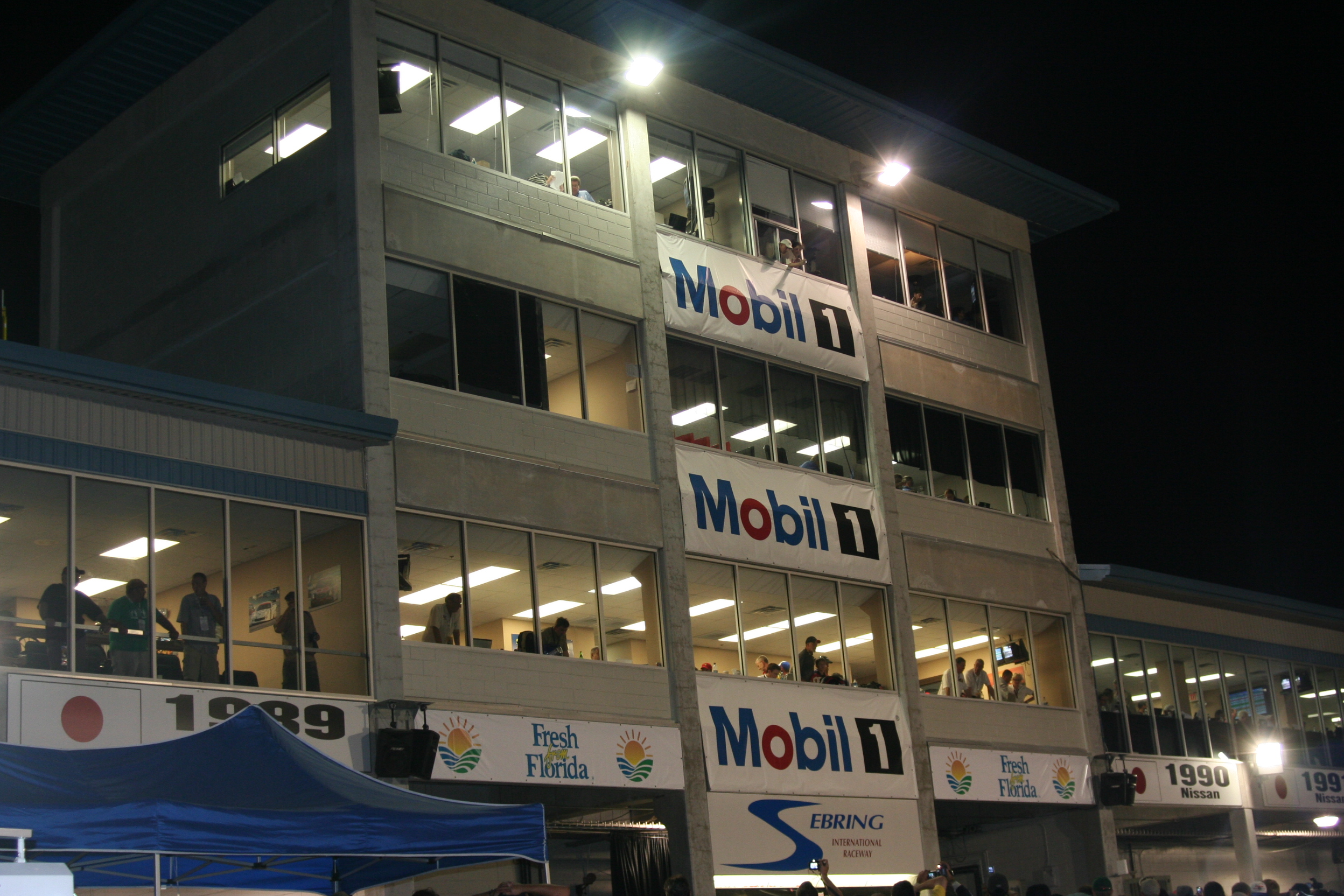
Budynek prasowy

Przez większą część swojej historii tor nie był modyfikowany i używał wersji o długości ponad 8 km. Pierwsza modernizacja nastąpiła dopiero w 1983 roku, kiedy skrócono tor, aby możliwe było jednoczesne używanie toru i lotniska. W 1987 tor stracił możliwość korzystania z kolejnego pasa startowego. Dalsze zmiany w 1991 roku spowodowane były rozbudową lotniska i tor przybrał niemal dzisiejszy wygląd. Od tej pory możliwe było używanie toru i lotniska bezkonfliktowo. W 1996 roku usunięto nawrót z powodu braku możliwości bezpiecznego wyjazdu na pobocze za zakrętem i zastąpiono go sekwencją zakrętów znaną jako "bezpieczna agrafka". Gendebien Bend również został przebudowany, aby zwolnić samochody wychodzące na prostą Ullmanna.
Na torze od roku 1952 odbywa się wyścig 12 Godzin Sebring, który odbywał się niegdyś pod nadzorem FIA, IMSA, a teraz ALMS. Również często zespoły różnych amerykańskich serii wyścigowych przeprowadzają zimowe testy z uwagi na ciepły klimat panujący w Sebring.
Tor należy do Panoz Motor Sports Group, która przejęła go od Andy’ego Evansa w 1997 roku. Tor często jest rozpoznawany po zakręcie 17, który jest długim, prawym zakrętem, który źle pokonany może mocno zwolnić przed wyjściem na długą prostą start/meta.

## Układ toru
Tor o długości 6,02 km składa się z 17 zakrętów, z czego większość to bardzo szybkie zakręty lub wolniejsze bardzo techniczne zakręty i kilku długich prostych. Większość zakrętów i charakterystycznych miejsc została nazwana nazwiskami kierowców lub nazwami zespołów, które rywalizowały na Sebring w pierwszych latach istnienia toru. Na torze jest mało zmian nawierzchni, lecz w niektórych miejscach możemy spotkać niewielkie nachylenia toru, co powoduje pewne problemy, szczególnie, gdy pada deszcz.
Sebring słynie z nierównej nawierzchni, ponieważ tor wykorzystuje sekcje jeszcze z czasów II wojny światowej, gdzie pasy startowe lotniska wyłożone były dużymi betonowymi płytami, których połączenia są nierówne, przez co często w momencie przejeżdżania między nimi spod samochodu sypią się iskry. Jednak właściciele toru specjalnie zostawili fragmenty tych płyt, aby przypominać o historycznej przeszłości Sebring. W tej chwili około 4,8 km toru składa się z asfaltu i około 1,1 km z betonu.

## ZwycięzcyGrand Prix Stanów Zjednoczonych Formuły 1na torze Sebring International Raceway
| Sezon | Kierowca      | Zespół        |        |
| ----- | ------------- | ------------- | ------ |
| 1959  | Bruce McLaren | Cooper-Climax | Wyniki |